# Askam and Ireleth
Askam and Ireleth è un villaggio e parrocchia civile dell'Inghilterra, appartenente alla contea della Cumbria.